# Эль-Агила
Эль-Агила (исп. El Águila) — город и муниципалитет на западе Колумбии, на территории департамента Валье-дель-Каука. Входит в состав Северного субрегиона.

## История
Поселение, из которого позднее вырос город, было основано 1 января 1899 года. Муниципалитет Эль-Агила был выделен в отдельную административную единицу в 1950 году.

## Географическое положение

Муниципалитет Эль-Агила

Город расположен в северной части департамента, в гористой местности Западной Кордильеры, на расстоянии приблизительно 164 километров к северо-востоку от города Кали, административного центра департамента. Абсолютная высота — 1708 метров над уровнем моря.
Муниципалитет Эль-Агила граничит на юго-западе с территорией муниципалитета Эль-Кайро, на юго-востоке — с муниципалитетом Ансермануэво, на северо-западе — с территорией департамента Чоко, на северо-востоке — с территорией департамента Рисаральда. Площадь муниципалитета составляет 199 км².

## Население
По данным Национального административного департамента статистики Колумбии, совокупная численность населения города и муниципалитета в 2015 году составляла 11 069 человек.
Динамика численности населения муниципалитета по годам:
| 2005   | 2006   | 2007   | 2008   | 2009   | 2010   | 2011   | 2012   | 2013   | 2014   | 2015   |
| ------ | ------ | ------ | ------ | ------ | ------ | ------ | ------ | ------ | ------ | ------ |
| 10 689 | 10 721 | 10 754 | 10 789 | 10 825 | 10 862 | 10 901 | 10 941 | 10 982 | 11 025 | 11 069 |

Согласно данным переписи 2005 года мужчины составляли 53,5 % от населения Эль-Агилы, женщины — соответственно 46,5 %. В расовом отношении белые и метисы составляли 97,5 % от населения города; негры, мулаты и райсальцы — 2,4 %, индейцы — 0,1 %.
Уровень грамотности среди всего населения составлял 83,1 %.

## Экономика
53,2 % от общего числа городских и муниципальных предприятий составляют предприятия торговой сферы, 35,7 % — предприятия сферы обслуживания, 10,2 % — промышленные предприятия, 0,9 % — предприятия иных отраслей экономики.